# Punom parom (televizijska serija)
Punom parom je hrvatska humoristična serija koja je s emitiranjem krenula 21. svibnja 1978. godine. U središtu radnje tipični je radni kolektiv — tvornica žice, iz razdoblja samoupravnog socijalizma.
Hrvatska radiotelevizija je 2. siječnja 2013. započela reemitiranje serije na HTV 1 u popodnevnom terminu u 15:40. Reemitiranje druge sezone HRT 1 je započela 15. siječnja u istom terminu.
Truba je zadnja (sedma), nikad prikazana epizoda druge sezone serije Punom parom premijerno emitirane 1980. godine na tadašnjoj Televiziji Zagreb. Emitirana je 18. rujna 2012. unutar ciklusa Zabranjeni na HTV 3.

## Pregled serije
| Sezona | Sezona | Epizoda | Originalno emitiranje | Originalno emitiranje |
| Sezona | Sezona | Epizoda | Premijera sezone      | Kraj sezone           |
| ------ | ------ | ------- | --------------------- | --------------------- |
|        | 1      | 9       | 21. svibnja 1978.     | 16. srpnja 1978.      |
|        | 2      | 7       | 6. travnja 1980.      | 1. lipnja 1980.       |

## Glumačka postava

### Glavna glumačka postava
| Glumac/glumica      | Lik                                     | Epizoda u seriji |
| ------------------- | --------------------------------------- | ---------------- |
| Zvonko Lepetić      | predsjednik sindikata Laci              | 8                |
| Vlatko Dulić        | direktor Zlobec                         | 8                |
| Ivo Serdar          | drug Vujec                              | 8                |
| Mustafa Nadarević   | partijski sekretar Ilija                | 8                |
| Fabijan Šovagović   | pjesnik Damir                           | 8                |
| Vanja Drach         | direktor Lojzek                         | 7                |
| Željko Mavrović     | radnik Andrija                          | 7                |
| Martin Sagner       | portir Šule                             | 7                |
| Ana Karić           | Cica                                    | 6                |
| Lela Margitić       | sekretarica Koka                        | 6                |
| Božidar Orešković   | predsjednik radničkog savjeta Drago     | 6                |
| Relja Bašić         | drug Tumbas                             | 5                |
| Mirjana Kauzlarić   | radnica Milica                          | 5                |
| Vlasta Knezović     | Ljerka, ljubavnica partijskog sekretara | 5                |
| Zdenka Heršak       | Ana, direktorova supruga                | 4                |
| Mirko Vojković      | Šime                                    | 4                |
| Uglješa Kojadinović | kadrovik Đuro                           | 3                |
| Franjo Majetić      | šef računovodstva Špiro                 | 3                |
| Dragan Sučić        | Vaso                                    | 3                |
| Branka Cvitković    | supruga partijskog sekretara            | 2                |
| Zlatko Madunić      |                                         | 2                |
| Rade Marković       | drug Božo                               | 2                |
| Minja Nikolić       | predradnica Iva                         | 2                |
| Jovan Ličina        | prof Nikolić                            |                  |
| Marija Kohn         | profesorova supruga                     |                  |
| Miodrag Krivokapić  | gastarbajter                            |                  |
| Josip Marotti       | liječnik                                |                  |
| Boris Buzančić      | drug Zvonko                             |                  |
| Dragan Zarić        | radnik Lujo                             |                  |
| Rajko Bundalo       | gitarist                                |                  |
| Sanda Langerholz    | TV novinarka                            |                  |
| Dragan Milivojević  | drug Đuka                               |                  |
| Milan Srdoč         | direktor izdavačkog poduzeća            |                  |
| Lena Politeo        | službenica SIZ-a                        |                  |
| Boris Dvornik       | redatelj                                |                  |
| Vera Zima           | sekretarica redatelja                   |                  |
| Mladen Crnobrnja    | pomoćnik redatelja                      |                  |
| Oto Levaj           | glumac                                  |                  |
| Perica Martinović   | novinarka                               |                  |
| Mirela Brekalo      | radnica student servisa                 |                  |
| Zvonimir Ferenčić   | matičar                                 |                  |

## Epizode

### Sezona 1.
| Broj | Epizoda | Ime epizode    | Prvo emitiranje   |
| ---- | ------- | -------------- | ----------------- |
| 1.   | 1       | Kamen temeljac | 21. svibnja 1978. |
| 2.   | 2       | Simpozij       | 28. svibnja 1978. |
| 3.   | 3       | Oče, gdje si?  | 4. lipnja 1978.   |
| 4.   | 4       | Zvuk 78        | 11. lipnja 1978.  |
| 5.   | 5       | Ruka ruku mije | 18. lipnja 1978.  |
| 6.   | 6       | Osvježenje     | 25. lipnja 1978.  |
| 7.   | 7       | Nastup         | 2. srpnja 1978.   |
| 8.   | 8       | Kraj smjene    | 9. srpnja 1978.   |
| 9.   | 9       | Vrpca          | 16. srpnja 1978.  |

### Sezona 2.
| Broj | Epizoda | Ime epizode | Prvo emitiranje   |
| ---- | ------- | ----------- | ----------------- |
| 1.   | 1       | Integracija | 6. travnja 1980.  |
| 2.   | 2       | Rušenje     | 13. travnja 1980. |
| 3.   | 3       | Jubilarci   | 20. travnja 1980. |
| 4.   | 4       | Sitne igre  | 11. svibnja 1980. |
| 5.   | 5       | Delegacija  | 18. svibnja 1980. |
| 6.   | 6       | Pik zibner  | 1. lipnja 1980.   |
| 7.   | 7       | Truba       | zabranjena        |